# Litlsjona
Litlsjona er en fjord eller et sund i Nesna kommune i Nordland fylke i Norge. Det ligger mellem Handnesøya i vest og Nesnahalvøya i øst. I syd begynder fjorden på nordsiden af øen Hugla og går 15 kilometer mod  nordøst til Sjona.
Landsbyen Nesna ligger lige øst for Hugla på sydsiden af fjorden. Derfra går det færge til Vikholmen på Hugla og Sørstranda på Handnesøya. I nordenden af  Litlsjona går halvøen Skogsøya ud på vestsiden. Indenfor denne halvø ligger vigen Skogsleira. 
Fylkesvej 383 går på nordsiden af fjorden, mens fylkesvej 17 går på sydsiden.

## Tæt på miljøkatastrofe
I en stærk efterårsstorm 14. september 2009  var  Steira på Handnesøya tæt på at blive ramt af en af landets største miljøkatastrofer. Vindstyrken kom op på  62 knop og fik det  det 45.000 ton tunge bunkerskib «Yamaska» til at rive sig løs fra  ankringspladsen på Litlsjona. 
Det var kun held at  skibet, der havde 201 ton bunkerolie og 45 ton rådiesel om bord, ikke kæntrede  ved Steira. Da  det var nærmest var «Yamaska» kun 60 meter fra land. Tilfældigvis var slæbebåden «Boa Hårek» i nærheden og kom til undsætning og afværgede en sikker katastrofe.
Trods  kritik af at Litlsjona skulle benyttes til ankringsplads for skibe som venter på anløb i havnen i Mo i Rana og Mosjøen, bruges Litlsjona fortsat til dette formål.